# Circolo di cultura omosessuale Mario Mieli
Il Circolo di cultura omosessuale Mario Mieli APS è un'associazione di promozione sociale nata a Roma nel 1983, dedicata allo scrittore e attivista omosessuale Mario Mieli e impegnata nella difesa dei diritti civili delle persone LGBTQIA+. Dal 1994 organizza l'annuale parata del pride di Roma.

## Caratteristiche
Il Circolo è un'associazione indipendente basata sul volontariato: si occupa della rivendicazione e della tutela dei diritti civili delle persone LGBTQIA+ (lesbiche, gay, bisessuali, transgender, queer, intersessuali, asessuali) e della persona in genere, promuovendo attività culturali e di socializzazione sia in sede che al di fuori.
A tal proposito lotta attivamente contro il pregiudizio omofobico e transfobico, a favore dei diritti civili e per una cultura delle differenze, anche con pressioni su mass media, partiti e istituzioni, al fine di modificare l'atteggiamento discriminatorio sia per orientamento sessuale che per identità di genere.
Si occupa inoltre attivamente della lotta contro l'AIDS, organizzando campagne di sensibilizzazione e assistenza ai malati, oltre alla somministrazione di test HIV, epatite C e sifilide che svolge in sede e fuori dalla fine degli anni ottanta,anche attraverso programma di formazione nelle scuole e nelle aziende.
Da molto tempo l'associazione rappresenta anche un solido punto di riferimento per quanto riguarda la conoscenza e la socializzazione tra persone LGBTQIA+. Da fine anni '90 al termine degli anni 2000' è stato attivo un servizio di "welcome" che si svolgeva una volta a settimana presso la sede del Circolo. Attualmente si riuniscono a cadenza settimanale un gruppo dedicati a persone migranti, un gruppo che riunisce i giovani frequentatori dell'associazione e un gruppo che discute, propone e organizza eventi culturali.
Durante la settimana vengono inoltre organizzati eventi culturali, presentazioni di libri, dibattiti politici, riunioni di soci e ospita le prove del Roma Rainbow Choir, il coro ufficiale del Circolo nato ad agosto 2006 e costituito da persone gay, lesbiche, bisessuali, transgender, queer, intersessuali, eterosessuali, che attraverso la musica ed il canto lottano per diffondere la cultura del rispetto per qualsiasi forma di amore e autodeterminazione.
Si tratta di momenti di aggregazione che permettono alle persone LGBTQIA+ di tutta l'area romana e non solo di incontrarsi e stringere legami interpersonali.
A luglio del 2022 è stato lanciato il progetto del Centro antidiscriminazione "Welcome4Rainbow – Accoglienza per tutti i colori delle persone LGBT+”, finanziato da UNAR e portato avanti in collaborazione con le associazioni Cirses, Libellula, Rete Lenford, Cora Roma e Avi – Agenzia per la vita indipendente, cui è possibile rivolgersi tramite la RainbowLine, la linea telefonica di assistenza tramite numero verde del Circolo.
Dal 2017 il Circolo assegna il Premio “Mario Mieli” dedicato al teatro LGBT+. Successivamente, in seguito alla morte, viene denominato Premio La Karl du Pigné, in omaggio alla sua principale promotrice e organizzatrice (Andrea Berardicurti, storico attivista, socio e segretario politico del Circolo Mario Mieli). Il premio viene assegnato agli allestimenti storici o alle nuove produzioni della stagione teatrale a tematica e negli ultimi anni ha ampliato il proprio raggio d'azione interessandosi anche di produzioni televisive, cinematografiche e relative a vari media. Nel 2018 inizia la collaborazione con Carmen Pignataro, storica direttrice artistica del festival "I Solisti del Teatro", che si svolge presso i Giardini della Filarmonica di Roma: una settimana di programmazione, denominata Settimana Rainbow, è infatti curata dal Circolo e presenta spettacoli a tematica LGBT+.

## Storia
Il Circolo nacque nel 1983 dalla fusione di preesistenti organizzazioni romane (Fuori! e Collettivo Narciso).
Lo stesso anno morì suicida Mario Mieli, figura cardine del movimento LGBT in tutto il decennio precedente, ragione per la quale si decise di intitolare a lui la nuova realtà appena sorta.
Dal 1989, per primo a Roma, il Circolo Mario Mieli ha offerto un servizio di assistenza domiciliare per persone malate di AIDS, formato da uno staff di operatori, psicologi e assistenti sociali.
Inoltre offre servizi di consulenza psicologica, assistenza legale, counseling telefonico, gruppi di auto-aiuto per persone sieropositive, ai quali si può accedere tramite numero verde.
Dal 1990 il Mario Mieli organizza la celebre festa di autofinanziamento Muccassassina. Il party festeggia il suo trentesimo compleanno il 5 gennaio 2020, dopo molte direzioni artistiche tra cui quella di Vladimir Luxuria e quella attuale di Diego Longobardi.
Dal 1994 è organizzatore dell'appuntamento annuale della manifestazione Gay Pride di Roma, attualmente denominato Roma Pride e che tradizionalmente si tiene il secondo sabato del mese di giugno. Nel 1995 entra a far parte di EPOA (European Pride Organizers Association), per iniziativa della sua Presidente dell'epoca, Imma Battaglia, e ottiene di ospitare nel 2000 il World Pride, manifestazione mondiale dell'orgoglio LGBT+, culminata in una grande parata che sfilò per le strade della capitale il 7 luglio 2000. Il Circolo Mario Mieli è stato inoltre organizzatore ufficiale dell'Europride di Roma del 2011, ricordato nel mondo per l'afflusso di gente e la partecipazione di Lady Gaga. Nel 2023 suscita clamore la revoca del patrocinio al Roma Pride da parte della Regione Lazio; quell'anno a partecipare al corteo sono circa 900mila persone. 
Dal 1994 al 2011 ha pubblicato la rivista mensile gratuita Aut, distribuita su tutto il territorio nazionale, con grandi firme del giornalismo italiano. Dal mese di giugno del 2023 sono riprese le pubblicazioni di Aut, diventato un magazine online il cui direttore responsabile è Egizia Mondini, in precedenza caporedattore.
Il Circolo ospita il Centro di Documentazione Marco Sanna, dedicato a uno storico attivista che ha militato nell'associazione. Il centro di documentazione è composto da libri, documenti, periodici, articoli di giornale, fotografie e materiale audiovisivo, e conserva la memoria storica del movimento LGBT+ romano e nazionale dagli anni '70 a oggi. Nel 2010 è stato costituito al suo interno il Fondo Vinicio Diamanti, dedicato all'attore, star en travesti dell'avanspettacolo, in seguito a una donazione da parte della famiglia. 
La sede attuale del Circolo è a Roma, in via Efeso 2a, nei pressi della stazione della metropolitana di Roma "Basilica San Paolo", sulla linea B.
I presidenti del Circolo sono stati: Bruno Di Donato, Vanni Piccolo, Andrea Pini, Pino Anastasi, Deborah Di Cave, Imma Battaglia (dal 1995 al 2000), Massimo Mazzotta (dal 2000 al 2004), Rossana Praitano (dal 2004 al 2009), Andrea Maccarrone (per soli due mesi nel 2009), Rossana Praitano (dal 2009 al 2012), Andrea Maccarrone (dal 2012 al 2015), Mario Colamarino (dal 2015 al 2017), Sebastiano Francesco Secci (dal 2017 al 2020), Valerio Colomasi Battaglia (2020), Claudio Mazzella (2021). Dal Novembre 2021 il presidente è nuovamente Mario Colamarino. 
Il Circolo è il membro di EPOA e InterPride e assegnatario del Roma Europride 2011, organizzato insieme ad Arcigay, Famiglie Arcobaleno, MIT ed Agedo, che si è svolto dal 1 al 12 giugno 2011.
Il 3 agosto 2017 ha annunciato di aver presentato la candidatura per organizzare a Roma, a 25 anni dal primo, il World Pride 2025.